# خبر داغ (فیلم ۲۰۰۶)
اسکوپ یا خبر داغ (به انگلیسی: Scoop) یک فیلم کمدی رمانتیک و معمایی جنایی با بازی هیو جکمن و اسکارلت جوهانسون و با کارگردانی و بازیگری وودی الن و محصول سال ۲۰۰۶ است.

## خلاصه فیلم
دختری آمریکایی به‌نام ساندرا پولنسکی، دانشجوی رشته خبرنگاری به لندن آمده و در پی مصاحبه‌ای با یکی از کارگردانان معروف لندن است. او یک شب در یکی از نمایش‌های شعبده‌بازی سید واترمن آمریکایی شرکت می‌کند و روح جو استرامبل، خبرنگار معروفی که به‌تازگی مرده را می‌بیند و از راز یک قتل زنجیره‌ای مطلع می‌شود. ساندرا و سید، در جستجوی کشف حقیقت با پیتر لایمن مظنون آشنا می‌شوند و با هم حرف میزنن تا اینکه یک شب پیتر لایمن اورا به خانه اش دعوت می‌کند و با رابطه جنسی بر قرار میکنن